# Christone Ingram
Christone « Kingfish » Ingram (né le 19 janvier 1999) est un chanteur et guitariste américain de blues originaire de Clarksdale (Mississippi). Connu pour ses talents de guitariste dès son adolescence, il sort son premier album, Kingfish, en mai 2019. En plus de ses propres albums, il a également enregistré avec des musiciens célèbres parmi lesquels Eric Gales, Buddy Guy et Keb Mo et partagé la scène avec entre autres Tedeschi Trucks Band, Samantha Fish, Bob Margolin, Eric Gales, Mr. Sipp, Rick Derringer, Guitar Shorty et Buddy Guy,.

## Enfance
Christone Ingram naît en 1999 de Princess Pride et de Christopher Ingram originaires de Clarksdale dans le Mississippi,. Sa mère est cousine avec le musicien Charley Pride.
Sa famille au sens large chante et joue de la musique à l'église. Christone Ingram grandit en assistant à des concerts de gospel et, encore jeune, il rejoint les groupes bien qu'alors sans compétence. Il écoute et apprend la musique de Robert Johnson, Lightnin' Hopkins, B. B. King, Muddy Waters, Jimi Hendrix, Prince entre autres.

## Discographie

### Albums
| Titre          | Informations |
| -------------- | --- |
| Kingfish       | - Sorti le 17 mai 2019 - Label : Alligator Records - Blues Music Award du meilleur album d'un artiste débutant - Blues Music Award du meilleur album de blues contemporain - Blues Music Award du meilleur album de l'année |
| 662            | - Sorti le 23 juillet 2021 - Label : Alligator - Grammy Award du meilleur album de blues contemporain - Blues Music Award du meilleur album de blues contemporain                                                           |
| Live in London | - Sorti le 13 octobre 2023 - Label : Alligator - Enregistré le 6 juin 2023 dans The Garage - Blues Music Award du meilleur album de blues contemporain - Blues Music Award du meilleur album de l'année                     |

### Singles
| Titre | Année | Meilleur classement dans les charts | Album |
| Titre | Année | US AAA                              | Album |
| ----- | ----- | ----------------------------------- | ----- |
| 662   | 2021  | 39                                  | 662   |